# Тапшеньгское
Тапшеньгское — озеро на территории Онежского района Архангельской области.

## Общие сведения
Площадь озера — 1,6 км², площадь водосборного бассейна — 15,4 км². Располагается на высоте 35,6 метров над уровнем моря.
Форма озера треугольная, продолговатая: вытянуто с северо-запада на юго-восток. Берега изрезанные, каменисто-песчаные, местами заболоченные.
Из северо-западной оконечности озера вытекает река Тапшеньга, впадающая в Онежскую губу Белого моря (Поморский берег).
В озере расположено не менее четырёх безымянных островов различной площади.
У юго-восточной оконечности озера проходит линия железной дороги Беломорск — Обозерская, которая пересекают протоку без названия, вытекающую из Тапшеньгских озёр.
Код объекта в государственном водном реестре — 03010000211102000009341.

## Дополнительные ссылки
- Гидрологическая характеристика и использование поверхностных вод. grazit.ru. Дата обращения: 26 марта 2020. Архивировано из оригинала 26 марта 2020 года.